# Fredrik Frisendahl
Fredrik Alfred Frisendahl, né le 5 juillet 1891 à Ådals-Liden, comté de Västernorrland, et décédé le 26 octobre 1984 à Vaxholm, comté de Stockholm, est un sculpteur, peintre et graveur suédois.
Fredrik Frisendahl est le descendant de Valborg Månsdotter Frisk, frère des sculpteurs Carl Frisendahl et Halvar Frisendahl et l'oncle de la typgraphe et dessinatrice Cecilia Frisendahl. Entre 1912 et 1920, il exerce en tant que sculpteur décoratif à Stockholm, puis il suit sa formation à l'Académie Colarossi à Paris. En 1921-1922, il poursuit ses études à Florence et à Rome. En 1922, il fait ses débuts avec Fille assise au salon de printemps du Liljevalchs konsthall. Il a des exhibitions à Stockholm (1932), Enköping (1944), Linköping, Göteborg (1945) et Sollefteå (1952).
La plus grande œuvre de Fredrik Frisendahl est le groupe de sculptures Flotteur de bois (1940). Le groupe se trouve au sein d'un pilier élevé au cœur des anciens rapides d'Ångermanälven à Sollefteå. La sculpture a été financée par une collecte dans la ville. L'œuvre est devenue un symbole pour Sollefteå, en mémoire du flottage du bois dans l'Ångermanälven. Il existe d'autres œuvres qui dépeignent des images de travail, notamment Porteur de brique (1919), Bûcheron avec hache (1935) et une plaque commémorative qui évoque le grand chantier naval de Stockholm. En 1919, la plaque est érigée sur un mur rocheux à Tegelviken, à l'endroit où se trouvait autrefois le chantier naval, montrant deux ouvriers du chantier naval différents travaillant ensemble.
Parmi les réalisations de Fredrik Frisendahl, on compte environ 50 portraits personnels et médaillons. Il modélise également une longue série d'images animales.Ses propres croquis qu'il a faits sur le terrain et en pleine nature lui ont servi de modèle en tant que chasseur. Ses gravures sur verre intègrent également des motifs animaliers.
Il est représenté au musée d'art de Västerås, le musée d'Östersund et le musée de Härnösand. Il est affilié à l'Organisation nationale des artistes et à l'Association des artistes suédois.

## Galerie de photos

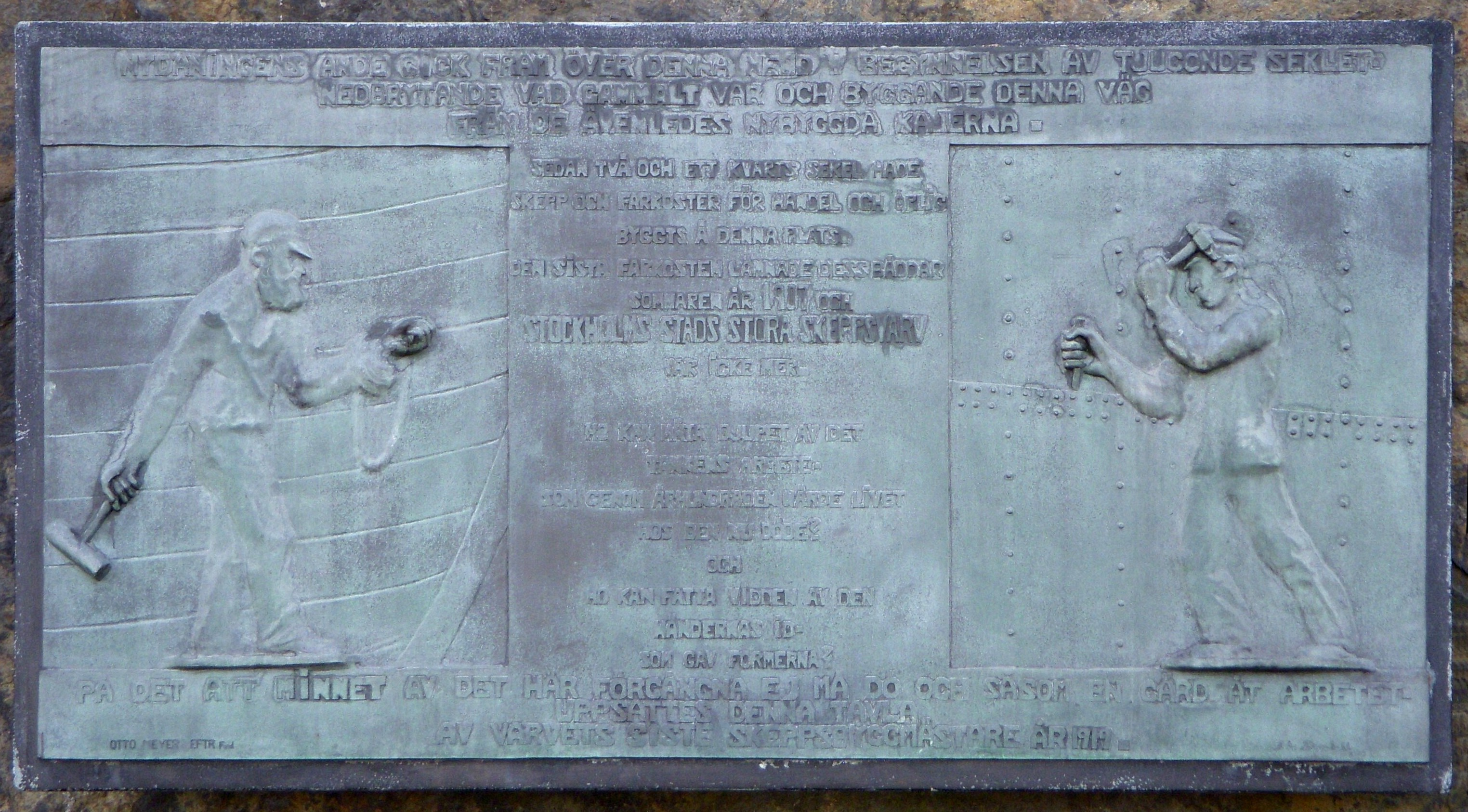
Plaque commémorative du grand chantier naval de Stockholm en 1919
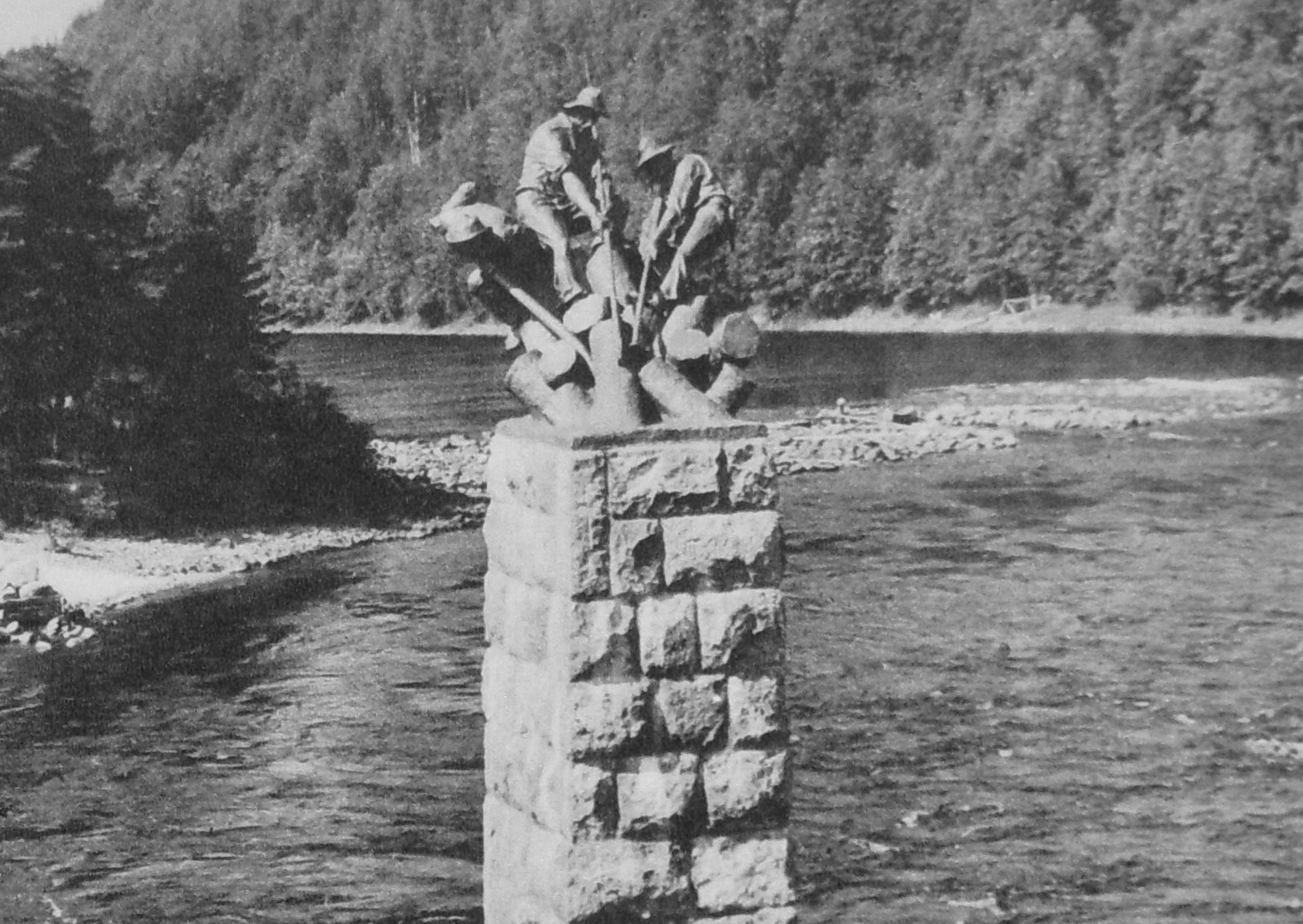
" Flotteur de bois"[1], Sollefteå 1940